# Eriospermum ornithogaloides
Eriospermum ornithogaloides är en sparrisväxtart som beskrevs av John Gilbert Baker. Eriospermum ornithogaloides ingår i släktet Eriospermum och familjen sparrisväxter. Inga underarter finns listade i Catalogue of Life.